# Espace polaire
En mathématiques, un espace polaire est un espace de points muni d'un ensemble des parties appelées droites qui axiomatise les quadriques projectives.